# Alessandro Gaudenti
Alessandro Gaudenti (Fivizzano, 8 marzo 1967) è un arciere italiano, più volte campione nazionale e vincitore di medaglie nelle principali competizioni internazionali.
Fotografo di professione, pratica da molti anni il tiro con l'arco, in particolare il tiro di campagna (Hunter & Field) nella specialità dell'arco nudo ed è tesserato per la Società Arcieri Fivizzano, nella quale è anche istruttore.

## Titoli internazionali
- 1994 - Campionato mondiale Hunter & Field - Vertus - Oro individuale seniores
- 1995 - Campionato europeo Hunter & Field - Lillehammer - Argento a squadre seniores
- 1996 - Campionato mondiale Hunter & Field - Kranjska Gora - Argento a squadre seniores
- 1997 - Campionato europeo Hunter & Field - Ardesio - Bronzo a squadre seniores
- 1997 - World Games - Lahti - Bronzo individuale

## Titoli Nazionali
- 1995 - Campionato italiano Hunter & Field - Oro individuale seniores
- 1996 - Campionato italiano Hunter & Field - Oro individuale seniores
- 1997 - Campionato italiano Hunter & Field - Cortina d'Ampezzo - Oro individuale seniores
- 1997 - Campionato italiano indoor - Bologna - Oro individuale seniores
- 1998 - Campionato italiano Hunter & Field) - Badia - Oro individuale seniores
- 1998 - Campionato italiano indoor - Caorle - Oro individuale seniores
- 1998 - Campionato italiano indoor - Caorle - Oro a squadre seniores
- 1999 - Campionato italiano indoor - Ivrea - Oro a squadre seniores
- 2000 - Campionato italiano indoor - Pesaro - Oro a squadre seniores
- 2000 - Campionato italiano indoor - Forte dei Marmi - Oro a squadre assoluto
- 2001 - Campionato italiano indoor - Marina di Carrara - Oro a squadre seniores e assoluto
- 2002 - Campionato italiano indoor - Caorle - Oro a squadre seniores
- 2003 - Campionato italiano indoor - Brescia - Oro a squadre seniores
- 2003 - Campionato italiano indoor - Brescia - Argento a squadre assoluto

## Fonte
Sito ufficiale Arcieri Fivizzano, su arcierifivizzano.it. URL consultato il 24-04-2008 (archiviato dall'url originale il 13 settembre 2007).